# Głownia cebuli
Głownia cebuli – grzybowa choroba cebuli wywołana przez Urocystis cepulae. Należy do grupy chorób zwanych głowniami.

## Występowanie i szkodliwość
Patogen powodujący głownię cebuli występuje w Europie, zachodniej Azji, północnej i środkowej Ameryce Północnej, w Australii, Chile, Egipcie, Japonii, Korei, Maroku i Peru. Oprócz cebuli atakuje także pory i cebulę siedmiolatkę, nie atakuje natomiast cebuli uprawianej z dymki lub rozsady. Choroba występuje tylko w uprawach cebuli z siewu, głównie w rejonach, które specjalizują się w takiej uprawie. W Polsce takimi rejonami są okolice Łęczycy, Błonia, Ożarowa Mazowieckiego, Zakroczymia. Przyczyną tego jest nieprzestrzeganie płodozmianu i zbyt krótkie przerwy pomiędzy uprawami cebuli na tym samym polu. Natężenie choroby i straty plonu zależą w głównej mierze od ilości porażonych siewek, większość chorych roślin bowiem przedwcześnie obumiera, a te, które przeżyją, wydają niewielki plon.

## Objawy
Patogen atakuje rośliny już podczas wschodu siewek. Na ich pędach nadziemnych pojawiają się zgrubienia, a następnie podłużne smugi o ołowianoszarej barwie. Później takie smugi pojawiają się także na kolejnych liściach cebul. Porażone liście są zgrubiałe i nienaturalnie powyginane. W miejscu pęknięć skórka rośliny pęka, odsłaniając skupiska czarnych zarodników (teliospor). Powstające rany powodują, że większość porażonych roślin przedwcześnie obumiera.

## Epidemiologia
Teliospory patogenu mogą przetrwać w ziemi kilka lat. Kiełkując, tworzą strzępki wrastające do siewek cebuli jeszcze przed ich wschodem. Rozwijają się w ich tkankach wytwarzając teliospory. Urocystis cepulae najlepiej rozwija się w dość niskiej temperaturze 10–19 °C przy umiarkowanej wilgotności gleby. W Polsce sprzyjają mu długotrwałe wiosenne chłody i przedwczesny siew nasion.

## Zwalczanie
Najważniejsze jest przestrzeganie co najmniej 5-letnich przerw między uprawami cebuli z siewu na tym samym polu. Jest to podstawowa metoda zapobiegania tej chorobie. Pewne znaczenie ma także zaprawianie nasion. Używa się do tego fungicydów benzimidyzalowych (tiofanat metylowy), oksatinokarboksyanilidynowych (karboksyna) i triazolowych (tebukonazol). Stosuje się je w podwyższonej ilości (do 20 g/kg nasion). Nie należy nasion wysiewać zbyt wcześnie.